# 紅眼 (作家)
紅眼，生於香港，本名黃永亮。曾旅居台北多年。紅眼多次獲中文文學創作獎、青年文學獎、城市文學獎等。已出版作品有《紙烏鴉》、《獅人鳳》、《小霸王》、《黃巾賊》、《赤神傳》、《沼氣團》和《廢氣團》等。散文、評論等多見於明報、人間福報等。現為文藝雜誌《藝文青》總編輯。

## 作品年表
| 2009年 | 紙烏鴉                       | 文學小說       |
| 2012年 | 獅人鳳．夢想家．旅禍書(套書) | 文化觀察、小說 |
| 2012年 | 小霸王                       | 文學小說       |
| 2012年 | 黃巾賊                       | 文學小說       |
| 2013年 | 赤神傳                       | 文學小說       |
| 2014年 | 沼氣團                       | 文學小說       |
| 2015年 | 廢氣團                       | 文學小說       |
| 2016年 | 極短篇：青春一响             | 文學小說       |
| 2016年 | 不是小說                     | 散文集         |
| 2017年 | 毒氣團                       | 文學小說       |
| 2018年 | 壞掉的愛情                   | 文學小說       |
| 2021年 | 伽藍號角                     | 文學小說       |

## 外部連結
- 紅眼作家個人面書
- 一定要寫不然後悔——紅眼 - 明報